# Vitomireşti
Vitomireşti é uma comuna romena localizada no distrito de Olt, na região de Oltênia. A comuna possui uma área de 46.25 km² e sua população era de 2500 habitantes segundo o censo de 2007.